# Szudzsebi
A szudzsebi (hangul:  수제비 , RR: sujebi) a khalgukszu (kalguksu)hoz hasonló koreai leves, melybe kézzel szaggatják, tépik a tésztát. Az alaplét szardella és szárított tengeri hínár felhasználásával készítik, majd különféle zöldségek kerülnek a levesbe (burgonya, cukkini, hagyma, sárgarépa), helyenként tenger gyümölcseivel is gazdagítják. Csilivel és csilikrémmel is lehet ízesíteni.

## Története és jellemzői
A szudzsebi (sujebi) pontos eredete nem ismert. A koreaiak a Korjo (Goryeo)-korban kezdtek el tésztaleveseket fogyasztani. A khalgukszu (kalguksu)hoz hasonlóan készül a leves alapja, de a tésztát kinyújtják és darabokra tépkedve főzik a levesbe. Búzaliszt mellett készülhet a tészta hajdinalisztből, ragacsosrizs-lisztből, makklisztből, burgonyából és árpalisztből is. Kísérőételnek kimcshi (kimcshi)t vagy retek kimcshi (kimchi)t tálalnak fel mellé. Különféle cson (jeon)okkal is szokás együtt fogyasztani.

## Regionális elnevezései
| Régió vagy város                        | Név átírva                                                                          | Hangul                          |
| --------------------------------------- | ----------------------------------------------------------------------------------- | ------------------------------- |
| Észak-Korea                             | milgaru ttudoguk (milgaru ddeudeo guk)                                              | 밀가루뜨더국                    |
| Kjonggi (Gyeonggi) és Kangvon (Gangwon) | ttudegi (ddeudegi) vagy ttudokkuk (ddedeokguk)                                      | 뜨데기 vagy 뜨덕국              |
| Dél-Csolla (Jeolla)                     | ttonondzsuk (ddeoneonjuk) vagy ttijondzsuk (ddiyeonjuk)                             | 떠넌죽 vagy 띠연죽              |
| Dél-Kjongszang (Gyeongsang)             | szudzsibi (sujibi), mildzsebi (miljebi), vagy milkkaridzsang kuk (milkkarijang guk) | 수지비, 밀제비, vagy 밀까리장국 |
| Jocshon (Yeocheon) és Ponghva (Bongwha) | taburongdzsuk (dabureong juk) vagy ponguregi (beongeuraegi)                         | 다부렁죽 vagy 벙으래기          |